# Ignazio Visco
Ignazio Visco (ur. 21 listopada 1949 w Neapolu) – włoski ekonomista, od 2011 prezes Banca d'Italia.

## Życiorys
Absolwent ekonomii na Uniwersytecie Rzymskim – La Sapienza (1971). W dziedzinie tej uzyskiwał magisterium (1974) i doktorat (1981) na University of Pennsylvania. Od 1972 zawodowo związany z Bankiem Włoch, w 1990 został dyrektorem departamentu badań. W 1997 przeszedł do Organizacji Współpracy Gospodarczej i Rozwoju, gdzie do 2002 był głównym ekonomistą i dyrektorem departamentu ekonomicznego. Powrócił następnie do Banca d'Italia, pełniąc kierownicze funkcje w jego strukturach (w tym zastępcy dyrektora generalnego od 2007). W październiku 2011 nominowany na prezesa włoskiego banku centralnego, zastąpił na tej funkcji Maria Draghiego.
W 2015 został objęty postępowaniem karnym dotyczącym banku Banca Popolare di Spoleto, jednak w 2016 śledztwo to zostało umorzone.
Odznaczony Orderem Zasługi Republiki Włoskiej klasy V (1991), IV (1993), III (2002), II (2007) i I (2011). Członek włoskiego towarzystwa ekonomicznego oraz statystycznego, a także American Economic Association.